# Familia Wayans
La familia Wayans (pronunciado [ˈweɪ.ənz]) incluye a directores y actores estadounidenses, dedicados especialmente a la comedia y al humor sarcástico o absurdo. Toda la familia protagonizó la serie de los años noventa In Living Color, de donde surgieron varias estrellas, como Jennifer López y Jim Carrey. Los miembros más conocidos son los hermanos Shawn Wayans y Marlon Wayans, guionistas de la saga de películas Scary Movie e intérpretes de White Chicks y de Little Man.[cita requerida]